# ماهیچه‌پیچ‌زبانان
ماهیچه‌پیچ‌زبانان (نام علمی: Myoglossata) نام یک هم‌زادان از زیرراسته پیچ‌زبانان است.